# Stanley Tucci
Stanley Oliver Tucci Jr. (em inglês: Stanley Oliver Tucci Junior; romaniz.: /ˈtuːtʃi/; TOO-chee; it; nascido em Peekskill, Nova York, Estados Unidos, em 11 de novembro de 1960) é um ator, diretor, produtor e roteirista norte-americano. Conhecido como ator de personagem, ele desempenhou uma ampla variedade de papéis, desde ameaçadores até sofisticados, Tucci ganhou vários prêmios, incluindo seis prêmios Emmy Awards, dois Globos de Ouro, bem como indicações ao Oscar, ao BAFTA e ao Tony Awards.  Foi indicado para diversos prêmios, incluindo um Oscar de Melhor Ator Coadjuvante por sua performance em The Lovely Bones (br: Um Olhar do Paraíso / pt: Visto do Céu), de 2009, Tucci também é conhecido pelas suas participações nos filmes The Devil Wears Prada (O Diabo Veste Prada) e The Terminal (O Terminal).

## Biografia
Tucci nasceu em Peekskill, Nova York e cresceu na vizinha Katonah. Seus pais, Joan (née Tropiano), secretária e escritora e Stanley Tucci, Sr.,  professor de arte na Horace Greeley High School, em Chappaqua, Nova York, são ambos de ascendência italiana, com raízes na Calábria. Tucci é o mais velho de três filhos; sua irmã é Christine Tucci,  que também atriz. O roteirista Joseph Tropiano é seu primo. Durante o início dos anos 70, a família passou um ano vivendo em Florença, Itália.
Ele estudou na John Jay High School, onde jogou nos times de futebol e beisebol, embora seu principal interesse estava no clube de teatro da escola, onde ele e seu colega ator e amigo de escola, Campbell Scott , filho do ator George C. Scott , fizeram performances bem recebidas em muitas das produções de clubes de teatro de John Jay. Tucci então frequentou a SUNY Purchase, onde se formou em atuação e se formou em 1982. Entre seus colegas de classe na SUNY Purchase estava o colega de teatro Ving Rhames. Foi Tucci quem deu a Rhames, nascido Irving, o apelido de "Ving" pelo qual ele agora é conhecido.
Tucci viveu em South Salem, no estado de Nova York, com seus três filhos, os gêmeos Isabel, Nicolo e Camilla. Foi co-proprietário do restaurante Finch Tavern, em Croton Falls. Sua esposa, Kate Tucci, morreu de câncer em maio de 2009. Em entrevista ao jornal New York Post, Tucci declarou: "Minha esposa foi uma pessoa extraordinária, que mostrou a todos nós o que é ter uma grande força." Ela era assistente social e ex-esposa do ator e gerente de palco Alexander R. Scott, o filho mais velho dos atores Colleen Dewhurst e George C. Scott. Ela e Tucci se casaram em 1995 e tiveram três filhos. O casal também criou os dois filhos de Kate de seu casamento anterior. Tucci a deixou em 2002 pela atriz Edie Falco, com quem estava aparecendo na Broadway em Frankie e Johnny, de Terrence McNally, em Clair de Lune., mas o caso terminou e ele voltou para sua esposa e filhos.
Em 2011, Tucci ficou noivo de Felicity Blunt, uma agente literária inglesa. Ela é a irmã mais velha da atriz Emily Blunt, que co-estrelou com Tucci em O Diabo Veste Prada e apresentou o casal vários anos depois em seu próprio casamento. Tucci e Blunt se casaram em uma cerimônia civil no verão de 2012, seguida por uma maior observância no Middle Temple Hall, em Londres, em 29 de setembro de 2012. O casal vive em Barnes, Londres e tem um filho, Matteo Oliver (nascido em janeiro de 2015) [ citação necessário ] e uma filha, Emilia Giovanna (nascida em abril de 2018).
Em 12 de setembro de 2016, Tucci, juntamente com Cate Blanchett, Chiwetel Ejiofor, Peter Capaldi, Douglas Booth, Neil Gaiman, Keira Knightley, Juliet Stevenson, Kit Harington e Jesse Eisenberg, apareceram em um vídeo da agência de refugiados das Nações Unidas UNHCR para ajudar a aumentar a conscientização sobre a crise global de refugiados. O vídeo, intitulado "O que eles levaram com eles", faz com que os atores lessem um poema, escrito por Jenifer Toksvig e inspirado nos relatos principais de refugiados, e faz parte da campanha #WithRefugees do ACNUR, que também inclui uma petição aos governos para expandir asilo para fornecer mais abrigo, integrando oportunidades de emprego e educação.
Em 2017 dirigiu o filme Final Portrait sobre a confecção do último retrato feito pelo artista plástico Alberto Giacometti do escritor James Lord.

## Carreira

### Televisão

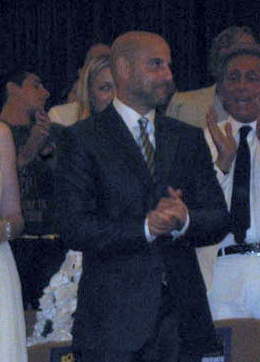
Stanley Tucci (setembro de 2006).

- Crime Story (série de TV) (1987) .... Zack Lowman
- Kojak: The Price of Justice (TV) (1987) .... Primeiro-tenente
- Miami Vice (série) (1986–1988) .... Frank Mosca, Steven Demarco
- The Equalizer (série) (1988) .... Congressista Phillip Wingate
- Wiseguy (série) (1988–1989) .... Rick Pinzolo
- thirtysomething (série) (1989–1990) .... Karl Draconis
- Revealing Evidence: Stalking the Honolulu Stranger (TV) (1990) .... Det. Patrick McGuire
- Lifestories (série) (1990) .... Art Conforti
- Equal Justice (série) (1990–1991) .... Detetive Frank Mirelli
- Murder One (série) (1995–1996) .... Richard Cross
- Winchell (TV) (1998) .... Walter Winchell
- Bull (2000) (série) .... Hunter Lasky
- Conspiracy (2001) (TV) .... Adolf Eichmann
- Frasier (série) (2004) .... Morrie
- Monk (série) (2006) .... David Ruskin
- 3 lbs. (série) (2006) .... Dr. Douglas Hanson
- ER (série) (2007–2008) .... Dr. Kevin
- 30 Rock (2012) .... 	Henry Warren
- Robot Chicken (voz) (2012) .... Rich Uncle Pennybags
- American Dad!	(voz) (2012) .... Lorenzo

### Cinema
| Ano  | Título original                            | Personagem                      | Notas |
| ---- | ------------------------------------------ | ------------------------------- | --- |
| 1985 | Prizzi's Honor                             | Soldado                         | |
| 1987 | Who's That Girl                            | 2º trabalhador das docas        | |
| 1988 | Monkey Shines                              | Dr. John Wiseman                | |
| 1989 | Slaves of New York                         | Darryl                          | |
| 1989 | Fear, Anxiety, & Depression                |                                 | |
| 1990 | The Feud                                   | Harvey Yelton                   | |
| 1990 | Quick Change                               | Johnny                          | |
| 1991 | Men of Respect                             | Mal                             | |
| 1991 | Billy Bathgate                             | Lucky Luciano                   | |
| 1992 | In the Soup                                | Gregoire                        | |
| 1992 | Beethoven                                  | Vernon                          | |
| 1992 | Prelude to a Kiss                          | Taylor                          | |
| 1992 | The Public Eye                             | Sal                             | |
| 1993 | Undercover Blues                           | Muerte                          | |
| 1993 | The Pelican Brief                          | Khamel                          | |
| 1994 | It Could Happen to You                     | Eddie Biasi                     | |
| 1994 | Mrs. Parker and the Vicious Circle         | Fred Hunter                     | |
| 1994 | Somebody to Love                           | George                          | |
| 1995 | Jury Duty                                  | Frank                           | |
| 1995 | Kiss of Death                              | Frank Zioli                     | |
| 1995 | Sex & the Other Man                        | Arthur                          | |
| 1995 | A Modern Affair                            | Peter Kessler                   | |
| 1996 | The Daytrippers                            | Louis D'Amico                   | |
| 1996 | Big Night                                  | Secondo                         | Roteirista/Diretor/Co-produtor Prêmio da Boston Society of Film Critics de melhor novo diretor Prêmio do Boston Society of Film Critics de melhor roteiro Independent Spirit Award de melhor roteiro Prêmio do New York Film Critics Circle de melhor novo diretor Prêmio Waldo Salt de melhor roteiro do Festival Sundance de Cinema Independent Spirit Award de melhor filme Independent Spirit Award de melhor ator Satellite Award de melhor ator coadjuvante em musical ou comédia Prêmio do júri no Festival Sundance de Cinema |
| 1997 | Deconstructing Harry                       | Paul Epstein                    | |
| 1997 | Life During Wartime                        | Heinrich Grigoris               | |
| 1997 | A Life Less Ordinary                       | Elliot Zweikel                  | |
| 1998 | The Eighteenth Angel                       | Todd Stanton                    | |
| 1998 | Montana                                    | Nicholas Roth                   | |
| 1998 | The Impostors                              | Arthur                          | Roteirista/diretor/produtor |
| 1998 | Winchell                                   | Walter Winchell                 | TV Primetime Emmy Award de ator de destaque em filme ou minissérie Globo de Ouro de melhor ator em minissérie ou filme para a televisão Prêmio do Screen Actors Guild de performance de destaque de ator em minissérie ou filme para a televisão |
| 1999 | A Midsummer Night's Dream                  | Puck                            | |
| 1999 | In Too Deep                                | Preston D'Ambrosio              | |
| 2000 | Joe Gould's Secret                         | Joe Mitchell                    | Diretor/produtor |
| 2001 | Sidewalks of New York                      | Griffin Risto                   | |
| 2001 | America's Sweethearts                      | Dave Kingman                    | |
| 2001 | The Whole Shebang                          | Giovanni Bazinni                | |
| 2001 | Conspiracy                                 | Adolf Eichmann                  | TV Globo de Ouro de melhor ator coadjuvante em série, minissérie ou filme de televisão Primetime Emmy Award de ator coadjuvante de destaque em minissérie ou filme Satellite Award de melhor ator coadjuvante em série, minissérie ou filme de televisão |
| 2002 | Big Trouble                                | Arthur Herk                     | |
| 2002 | Road to Perdition                          | Frank Nitti                     | |
| 2002 | Maid in Manhattan                          | Jerry Siegel                    | |
| 2003 | The Core                                   | Dr. Conrad Zimsky               | |
| 2003 | Spin                                       | Frank Haley                     | |
| 2004 | The Life and Death of Peter Sellers        | Stanley Kubrick                 | |
| 2004 | The Terminal                               | Frank Dixon                     | |
| 2004 | Shall We Dance?                            | Link                            | |
| 2005 | Robots                                     | Herb Copperbottom               | Voice Only |
| 2006 | Lucky Number Slevin                        | Det. Brikowski                  | |
| 2006 | The Devil Wears Prada                      | Nigel                           | |
| 2007 | Four Last Songs                            | Larry                           | |
| 2007 | The Hoax                                   | Shelton Fisher                  | |
| 2008 | Blind Date                                 | Don                             | Writer/Director |
| 2008 | Kit Kittredge: An American Girl            | Mr. Berk                        | |
| 2008 | Space Chimps                               | The Senator                     | Voice Only |
| 2008 | Swing Vote                                 | Martin Fox                      | |
| 2008 | What Just Happened                         | Scott Solomon                   | |
| 2008 | The Tale of Despereaux                     | Boldo                           | Voice Only |
| 2009 | Julie & Julia                              | Paul Child                      | |
| 2009 | The Lovely Bones                           | George Harvey                   | Oscar de melhor ator coadjuvante Prêmio BAFTA de melhor ator coadjuvante Prêmio da Broadcast Film Critics Association de melhor ator coadjuvante Globo de Ouro de melhor ator coadjuvante em longa-metragem |
| 2010 | Easy A                                     | Dill Penderghast                | |
| 2010 | Burlesque                                  | Sean                            | |
| 2011 | Captain America: The First Avenger         | Dr. Abraham Erskine             | |
| 2011 | Margin Call                                | Eric Dale                       | |
| 2012 | The Hunger Games                           | Caesar Flickerman               | |
| 2013 | The Hunger Games: Catching Fire            | Caesar Flickerman               | |
| 2013 | Percy Jackson: Sea of Monsters             | Dionísio                        | |
| 2013 | Jack the Giant Slayer                      | Lord Roderick                   | |
| 2014 | Transformers: Age of Extinction            | Joshua Joyce                    | |
| 2014 | Wild Card                                  | Baby                            | |
| 2014 | A Little Chaos                             | Felipe I, Duque of Orléans      | |
| 2014 | Mr. Peabody & Sherman                      | Leonardo da Vinci               | Voz |
| 2014 | Muppets Most Wanted                        | Ivan o Guarda                   | Participação especial |
| 2014 | The Hunger Games: Mockingjay - Part 1      | Caesar Flickerman               | |
| 2015 | The Hunger Games: Mockingjay - Part 2      | Caesar Flickerman               | |
| 2015 | Spotlight                                  | Mitchell Garabedian             | Screen Actors Guild Awards de Melhor Elenco |
| 2015 | Larry Gaye: Renegade Male Flight Attendant | Executivo                       | |
| 2017 | Beauty and the Beast (filme de 2017)       | Cadenza (Piano)                 | |
| 2017 | Transformers: The Last Knight              | Merlin                          | |
| 2017 | The Children Act                           | Jack Maye                       | |
| 2017 | Submission                                 | Ted Swenson                     | |
| 2018 | Show Dogs                                  | Philippe                        | Voz |
| 2018 | Patient Zero                               | The Professor                   | |
| 2018 | A Private War                              | Tony Shaw                       | |
| 2018 | Night Hunter                               | Commissioner Harper             | |
| 2019 | The Silence                                | Hugh Andrews                    | |
| 2020 | Worth                                      | Charles Wolf                    | |
| 2020 | The King's Man                             | Embaixador Americano / Bedivere | |
| 2021 | The Witches                                | Mr. Stringer                    | |
| 2024 | Conclave                                   | Cardeal Aldo Bellini            | |
| TBA  | Jolt                                       |                                 | Pós-produção |
| TBA  | Supernova                                  | Tusker                          | Pós-produção |

### Prêmios
- Indicado ao Oscar de Melhor Ator Coadjuvante por Um Olhar do Paraíso (2009).
- Indicado ao Globo de Ouro de Melhor Ator Coadjuvante em Cinema por Um Olhar do Paraíso (2009).
- Ganhou o Golden Globe Award para Melhor Ator (minissérie ou filme) em televisão, por "O Poder da Notícia" (1998).
- Ganhou o Golden Globe Award de melhor ator coadjuvante em televisão, por "Conspiracy" (2001).